# 大島忠義
大島 忠義（おおしま ただよし、1943年（昭和18年）4月13日 - ）は、日本の政治家。元福岡県中間市長。

## 来歴
山口県出身。1962年（昭和37年）、山口県立厚狭高等学校卒。翌年、八幡製鉄所（現・日本製鉄九州製鉄所）に入社する。同所の労働組合で活動し、新日鉄八幡製鉄所労働組合専従役員となる。1987年（昭和62年）、中間市議会議員となった。1993年（平成5年）に同副議長となった。2001年（平成13年）、中間市長藤田満洲雄の死去によるに市長選挙に当選する。同年7月22日に就任した。中間市長を1期務め、2005年（平成17年）7月21日に退任した。